# Where's George?
Where's George? è un sito web che tiene traccia della naturale circolazione geografica della valuta cartacea statunitense. La sua popolarità ha portato all'istituzione di altri siti web che tengono traccia del percorso delle banconote, come EuroBillTracker, e anche di altri siti che segnano il percorso di altri oggetti, come libri usati.
Al 27 luglio 2024 Where's George? contava 322 milioni di banconote registrate, per un valore di più di 1,732 miliardi di dollari.

## Caratteristiche
Il sito è stato istituito nel dicembre 1998 da Hank Eskin, consulente di basi di dati di Brookline, nel Massachusetts. Il nome Where's George? (in italiano: Dov'è Giorgio?) si riferisce a George Washington, la cui effigie appare sulla banconota da un dollaro. Possono anche essere seguite le banconote con taglio diverso da un dollaro, anche se le banconote da 1$ sono le più popolari, seguite da quelle da 20 dollari. Per segnare una banconota, l'utente inserisce il suo codice ZIP (equivalente al codice di avviamento postale italiano) e il numero seriale e la serie della banconota. Dato che la valuta statunitense non rimane esclusivamente all'interno dei confini USA, sono ammessi a partecipare anche utenti internazionali, che possono utilizzare i loro codici postali anche se non statunitensi o canadesi. Una volta che la banconota è stata registrata, il sito riporta il tempo tra diversi avvistamento della banconota, la distanza compiuta dal biglietto e anche i commenti di coloro che la reinseriscono. Possono essere seguite nel loro percorso tutte le banconote stampate dal 1963.
Per incrementare la possibilità di fare segnare una banconota, alcuni utenti (chiamati "Georgers") scrivono sulla banconota, incoraggiando coloro che ne vengono in possesso a visitare il sito www.wheresgeorge.com e segnare il percorso della banconota. Il sito non incoraggia tuttavia a rovinare le banconote. Nell'aprile 2000 il sito fu investigato dallo United States Secret Service, che informò il webmaster che vendere timbri per segnare le banconote di Where's George sul sito web è considerata "pubblicità" sulla valuta statunitense, che è illegale secondo l'articolo 18 dello United States Code, paragrafo 475.  Il sito web ha immediatamente smesso di vendere i timbri e l'azione giudiziaria si è fermata lì. Tuttavia, è generalmente diffusa l'idea che utilizzare i timbri di Where's George? sulle banconote non sia illegale di per sé.

## Hit
Where's George? non ha altri obiettivi che segnare il percorso delle banconote, ma molti utenti amano raccogliere altri generi di hit, chiamate bingos. Una hit corrisponde al momento in cui una banconota registrata con Where's George? viene re-inserita nel database. Il bingo più comune è ottenere almeno una hit in ognuno dei 50 stati (chiamata "bingo dei 50 stati"). Un altro bingo, detto FRB BBingo, avviene quando un utente ottiene hit riguardanti banconote emesse da tutte le 12 Federal Reserve Bank.
La maggior parte delle banconote non viene reinserita da altri utenti, ma molte banconote ricevono anche due o tre hit. Sono abbastanza comuni hit doppie o triple, ma banconote con quattro o cinque inserimenti sono praticamente rarissime. Il record del sito è rappresentato da una banconota da 1$ inserita 15 volte.
Where's George? è sostenuto dalla pubblicità, dalla vendita di magliette e da altri gadgets, ma anche da utenti che pagano una certa cifra per funzioni extra. Gli utenti che pagano 6 dollari al mese, sono ammessi alla sezione Amici di Where's George?, che autorizza questi utenti ad utilizzare alcune funzioni che gli altri utenti non hanno.

## Where's George? e il geocaching
Il fenomeno del geocaching, con il quale piccoli oggetti vengono lasciati in luoghi nascosti per essere trovati utilizzando sistemi GPS, ha portato dei problemi a Where's George. Alcuni partecipanti al geocaching, lasciano banconote Where's George? che possono aumentare il numero di hit per quella banconota, distruggendo in tal modo l'obiettivo del sito, che si propone di tracciare il percorso naturale della banconota.
Il sito Where's George? proibisce ai suoi utenti di scambiare banconote con amici, familiari o chiunque altro con il proposito di aumentare le proprie hit. Questa regola nasce per incoraggiare la "circolazione naturale" della valuta, e per impedire inserimenti multipli fasulli. Di conseguenza, le banconote che contengono la nota "geocache" o "cache" sono segnate come banconote geocache. Il sito ha anche creato una classifica delle "10 maggiori banconote geocache", e insiste sul fatto che se vengono inserite troppe banconote di questo tipo, esse verranno rimosse dal sito.

## "George Score"
Il "George Score" (Punteggio di George) è il metodo per classificare gli utenti in base al numero di banconote inserite e in base al numero di hit ottenute. La formula è la seguente:
dove:
- bills entered = numero di banconote inserite
- hits = numero di hit dell'utente
- days of inactivity = giorni di inattività dell'utente

Questa formula logaritmica significa che più banconote vengono inserite dall'utente, più hit possono essere ottenute dall'utente, meno aumenta il punteggio dell'utente per ogni nuova banconota o nuova hit.

## La community
Where's George? comprende una community di utenti che interagisce via forum. Gli utenti sono suddivisi in diverse categorie, da quelle regionali a quelle dei nuovi membri che necessitano di assistenza. Alcuni membri del sito partecipano anche a incontri, che si tengono in varie città degli Stati Uniti.

## Uso nella ricerca
Anche se Where's George? non riconosce ufficialmente le banconote che viaggiano più velocemente o più lontano, alcuni utilizzano una strada semi-seria per tracciare i percorsi della valuta americana.
Il flusso del denaro mostrato da Where's George fu utilizzato da una ricerca del 2006 per descrivere le leggi statistiche dei viaggi umani all'interno degli USA, e per sviluppare un modello matematico dello spargimento di malattie infettive che seguono il viaggio. L'articolo si trova nel giornale Nature del 26 gennaio 2006, e vi è una breve presentazione di Brockmann riguardo all'IdeaFestival su YouTube.